# Майкл Логан-молодший
Майкл Даґлас Логан-молодший (англ. Michael Douglas Lohan Jr.; нар. 16 грудня 1987, Нью-Йорк, США) — американський кіноактор, телевізійна персона і фотомодель.

## Біографія та кар'єра
Майкл Даглас Логан-молодший народився 16 грудня 1987 року в Нью-Йорку, у родині бізнесмена Майкла Лохана і колишньої актриси Діни Лохан. Його батьки були одружені з 1985 року, в 2005 році вони підписали договір про роздільне проживання і в 2007 році — розлучилися. У Майкла є старша сестра — відома кіноактриса, співачка і модель Ліндсі Лохан (нар. 02.07.1986) та молодші сестра і брат, також актори — Алі Лохан (нар. 22.12.1993) та Дакота Лохан (нар. 16.06.1996). У Майкла в родині є ірландські та італійські корені.
У 2005 році він закінчив Long Island high school.
У кіно Майкл дебютува 1998 року, зігравши невелику роль у фільмі «Пастка для батьків», де головну роль грала його сестра Ліндсі Лохан, а невеликі ролі виконували мати і молодша сестра. Також Логан працював у модельній агенції Ford Models. У 2008 році брав участь у сімейному реаліті-шоу «Життя Лохан».

## Фільмографія
| Рік  |   | Українська назва   | Оригінальна назва | Роль                 |
| ---- | - | ------------------ | ----------------- | -------------------- |
| 2012 | ф |                    | Growing Defiant   | Головна роль         |
| 1998 | ф | Пастка для батьків | The Parent Trap   | хлопчик, що заблукав |